# Бей-Вью (Новая Зеландия)
Бей-Вью (англ. Bay View) — поселение в регионе Хокс-Бей острова Северный Новой Зеландии. С 1989 года подчинено администрации ближайшего города Нейпир.

## География
В линию восточного берега новозеландского острова Северный врезается довольно крупный залив Хок. Контур залива напоминает серп, ручка которого сориентирована осью с юго-запада на северо-восток. ближе к рукояти «серпа», в южной части залива, лежит город и порт Нейпир, а чуть выше него, в девяти километрах в северном направлении, располагается небольшое поселение Бей-Вью.
Берег в этой части залива образовался в результате подъёма морского дна. Горный массив, составляющий центр острова, «отступил» от океана на расстояние от 500 метров до двух километров, образовав своеобразный пологий «фартук». Стекающие с гор дожди заполняли неровности рельефа, создавая болотистую местность. Мягкий и тёплый климат, со среднегодовой температурой не ниже 5 °C летом и не выше 25 °C зимой, способствовал размножению обильной флоры и фауны, постепенно сформировавших чрезвычайно плодородные почвы. Окрестности Бей-Вью предназначены для сельского хозяйства самой природой.
По склонам гор во все стороны сбегают многочисленные ручьи, питающие две горные речки, чётко отграничивающие плодородную прибрежную полосу, на которой и выросло поселение Бей-Вью, с северной и южной стороны. Река с северной стороны называется Эск-ривер.

## История
Отдельные роды́ племени маори начали заселять побережье залива Хок с начала XVI века. К середине XVIII века наиболее могущественным из них стал род Нгати-кахунгуну, контролировавший бо́льшую часть восточного побережья. Южную часть залива, в устье широкого горного потока, рядом с которым позже возник порт Нейпир, заселили представители этого рода — маори-аурири (англ. Ahuriri).
В 1769 году в залив вошёл первый европейский корабль. Командовал кораблём известный английский капитан Джеймс Кук. Он не стал высаживаться на берег, опасаясь конфликта, а лишь отметил залив на карте, дав ему имя в честь своего шефа — лорда Адмиралтейства Эдварда Хока. Бурные события конца XVIII века (Война за независимость США, Французская революция, наполеоновские войны) надолго отвлекли англичан от острова.
Следующий европеец появился на землях аурири лишь 30 декабря 1844 года. Им был ботаник-любитель и миссионер-мирянин англиканской церкви Вильям Коленсо (англ. William Colenso). Он прибыл сюда по приглашению самих аурири, просивших ближайшую миссию (весьма удалённую) прислать им священника и выделивших специально для него участок на берегу. Первая служба в построенной здесь церкви состоялась 05 декабря 1845 года. В недалёком будущем здесь возникнет город Нейпир. Чуть позже в нескольких километрах к северу от этой церкви, ближе к границам местных маори, Коленсо основал ещё одну миссию, которую назвал «Вифания» (англ. Bethany). Маори произносили название на свой лад — «Питанья» (англ. Petane).
17 ноября 1851 года 300 знатных маори-аурири, включая внуков, подписали договор о продаже английской короне 265 тыс. акров принадлежащих им земель — за £1500. 05 апреля 1855 года состоялся первый аукцион по продаже коронных земель «участка аурири» в собственность поселенцам. На месте первой миссии был основан город Нейпир. На месте второй миссии образовалось сельское поселение Петанья. Земли в её окрестностях продавались в пять-десять раз дешевле, чем в «городе».
Положение Петаньи оказалось весьма удачным — на берегу, у большой дороги, напротив самых плодородных и обширных склонов, равноудалённое от границ купленного участка, местных рынков, мысов, перевалов и горных гряд и в то же время достаточно близкое к удобному региональному порту.
В 1857 году между кланами местных маори стали возникать недоразумения из-за границ участков. В 1858 году в Нейпире появился гарнизон. «В начале шестидесятых маори захватили Петанью с целью атаковать Нейпир, но их замысел был разрушен силами двух офицеров и трёхсот солдат».
Далее поселение развивалось как продовольственная и сырьевая база Нейпира и посредник в его сообщениях с маори. В 1924 году Петанью переименовали в Бей-Вью, чтобы не путать с пригородом Petone. В новом названии отразилась оценка удачного положения поселения, — его можно приблизительно перевести как «панорама». В 1989 году Бей-Вью вошёл в состав города Нейпир и стал развиваться как его рекреационная зона.

## Население
В 2013 году Бей-Вью насчитывало 1920 жителей — 957 мужчин и 964 женщины. В сравнении с 2006 годом население увеличилось на 147 человек. Также, в Бей-Вью насчитывалось 813 домохозяйств, 63 из которых были свободны. Ещё три домохозяйства находились в процессе строительства.

## Инфраструктура
Поселение расположено на второй по значению автомагистрали государства «SH 2» (англ. «State Highway 2»), соединяющей два крупнейших города острова — столицу Веллингтон и город Окленд. Региональный аэропорт «Hawke’s Bay Airport» (англ.) в Нейпире находится в семи километрах.
Через селение проложена, также, линия одноколейной железной дороги «Palmerston North–Gisborne Line» (англ.). В 1991 году участок дороги от Нейпира был закрыт; до 2001 года по линии курсировал состав «Bay Express» (англ.), связывавший Нейпир со столицей, но затем отменили и его.
В селении имеются супермаркет, две автозаправки, точка проката водных мотоциклов и продажи автомобилей, крупный платный кемпинг для машин с трейлером, свыше десятка мотелей, отелей, жилья на уик-энд, различных кафе. Имеется гольф-клуб. Особая гордость жителей — «Холл короля Георга», построенный в 1911 году видным новозеландским архитектором Л. Хеем в стиле ар-деко. Холл со сценой рассчитан на 120 мест с комфортом, на втором этаже — банкетный зал. К столетию Холла даже выпущена юбилейная книга.
В 1907 году на полпути между тогда Петиньей и Нейпиром установлены два маяка — первый высотой 14 м и через 330 м за ним другой — высотой 19 м. «Это были первые в Новой Зеландии маяки, сконструированные из железобетона». В 1975 году маяки вывели из эксплуатации, установив рядом с ними новый, 15-метровый, в несколько раз превосходящий их по мощности сигнала, а старые так и остались.

## Занятость
Большинство жителей заняты в сельском хозяйстве, — выращивают и перерабатывают виноград. В селении имеются две винодельни. Также имеется предприятие по добыче торфа. Почти каждый седьмой житель — бизнесмен, а каждый двадцать пятый — безработный. Медианный индивидуальный доход $30 300. Около половины домохозяйств имеют по два автомобиля; ещё четверть — по три.